# Малинська волость (Радомисльський повіт)
Малинська волость — історична адміністративно-територіальна одиниця Радомисльського повіту Київської губернії з центром у містечку Малин.
Станом на 1886 рік складалася з 18 поселень, 15 сільських громад. Населення — 9831 особа (4977 чоловічої статі та 4854 — жіночої), 1011 дворових господарств.
|                     | Площа, десятин | У тому числі орної, дес. |
| ------------------- | -------------- | ------------------------ |
| Сільських громад    | 15874          | 10643                    |
| Приватної власності | 27529          | 7191                     |
| Казенної власності  | 107            | 71                       |
| Іншої власності     | 212            | 147                      |
| Загалом             | 43722          | 18052                    |

Поселення волості:
- Малин — колишнє власницьке містечко при річці Ірша за 35 версти від повітового міста, 781 особа, 89 дворів, православна церква, костел, католицька каплиця, синагога, 5 єврейських молитовних будинків, школа, поштова станція, 2 постоялих двори, 4 постоялих будинки, 59 лавки, базари, 5 ярмарків на рік: 2 лютого, 23 квітня, 15 серпня, 26 вересня та 26 жовтня, водяний млин, 2 шкіряних заводи. За версту — німецька колонія Малиндорф із 138 мешканцями та кирхою. За версту — паперова фабрика. За 2 версти — смоляний завод. За 7 верст — цегельний завод. За 12 верст — винокурний завод із постоялим будинком і водяним млином. За 12 верст — залізоплавний завод Білий Берег.
- Баранівка — колишнє власницьке село при річках Диківка та Різня, 736 осіб, 102 двори, школа, постоялий будинок.
- Ворсівка — колишнє власницьке село, 697 осіб, 102 двори, православна церква, школа, постоялий будинок, водяний млин.
- Любовичі — колишнє власницьке село при річці Мутвиця, 556 осіб, 79 дворів, постоялий будинок, лавка.
- Пинязевичі — колишнє власницьке село при річці Ірша, 1150 осіб, 186 дворів, православна церква, школа, постоялий будинок.
- Пиріжки — колишнє власницьке село при болоті, 610 осіб, 74 двори, православна церква, школа, постоялий будинок.
- Чоповичі — власницьке село, 6250 осіб, 1200 дворів, православна церква, церковно-парафіяльна школа, 7 водяних млинів, 7 вітряків, паровий млин, аптека, фельдшер, 2 постоялих двори.

Старшинами волості були:
- 1909 року — Захар Костюченко[2];
- 1910—1912 роки — Костянтин Арсенович Мелещенко[3][4];
- 1913—1915 роки — Андрій Самійлович Федосенко[5][6].